# Store Troldhøj
 Store Troldhøj er en kegleformet bakke i Gjern Bakker, Silkeborg Kommune, markant beliggende i trekanten mellem sammenløbet af Gjern Å og Gudenåen i Sminge Sø , et stærkt kuperet landskab. Store Troldhøj ligger 75 meter over havets overflade.
Naturstyrelsen ejer et 33 ha stort område omkring bakken hvor et gammelt husmandssted huser Troldhøjhytten Naturskole; Troldhøjhytten ejes af Naturstyrelsen og skolen administreres af Silkeborg Skolevæsen.
Plantevæksten er især karakteristisk for hede og egekrat med en del sjældne planter som Plettet Gøgeurt, Lav Skonsonér, Engelsk Visse og Lyng-Øjentrøst, og østlige forekomster af planter der ellers mere kendes fra Vestjylland, f.eks. Hedemelbærris, Hønsebær og dansk Gyvel. Faunaen byder bl.a. på stålorm, snog, lille vandsalamander og flere insekter der er på den danske rødliste.
Store Troldhøj ligger i Natura 2000-område nr. 49 Gudenå og Gjern Bakker og er en del af den store naturfredning, Smingefredningen fra 1975, på i alt 772 ha .
- Gjern Å set fra Store Troldhøj
- Træet på toppen af Troldhøjen
- Trappen op til toppen
- Sminge Sø set fra Store Troldhøj